# Piton (Indonesië)
Piton is een bestuurslaag in het regentschap Pacitan van de provincie Oost-Java, Indonesië. Piton telt 1540 inwoners (volkstelling 2010).